# Westmorland (Kalifornia)
Westmorland város az USA Kalifornia államában, Imperial megyében. Lakosainak száma 2014 fő (2020. április 1.).

## Népesség
A település népességének változása:

| 2010 | 2 225 |
| 2020 | 2 014 |